# Font de Llau Falsa
La Font de Llau Falsa és una font de l'antic poble de Vilanoveta, de l'antic terme d'Hortoneda de la Conca, pertanyent a l'actual municipi de Conca de Dalt, al Pallars Jussà.
Està situada a 929 m d'altitud, al nord-nord-est de Vilanoveta, a prop de la cinglera de la Serra de Pessonada, al sud-oest de lo Solà. És a ran de la Llau Falsa, al marge esquerre de la qual es troba. És també al nord-oest dels Horts de Llau Falsa.